# Cybaeus vignai
Espèce
Cybaeus vignai est une espèce d'araignées aranéomorphes de la famille des Cybaeidae.

## Distribution
Cette espèce se rencontre en France dans les Alpes-Maritimes et en Italie au Piémont,.

## Description
La femelle mesure 5,37 mm.

## Publication originale
- Brignoli, 1977 : Ragni d'Italia XXVII. Nuovi dati su Agelenidae, Argyronetidae, Hahniidae, Oxyopidae e Pisauridae cavernicoli ed epigei (Araneae). Quaderni del museo di speleologia V. Rivera, L'Aquila, vol. 4, p. 3-117.